# غينادي يفريوجيخين
غينادي يفريوجيخين، من مواليد 4 فبراير 1944، وتوفي في 15 مارس 1998، لاعب كرة قدم سوفييتي سابق.
لعب مع منتخب الاتحاد السوفييتي لكرة القدم.

## روابط خارجية
- غينادي يفريوجيخين على موقع الاتحاد الدولي (مؤرشف)  (الإنجليزية)
- غينادي يفريوجيخين على موقع الاتحاد الأوربي (الإنجليزية)
- غينادي يفريوجيخين على موقع قاعدة بيانات كرة القدم.إي يو (الإنجليزية)
- غينادي يفريوجيخين على موقع ناشيونال فوتبول تيمز (الإنجليزية)
- غينادي يفريوجيخين على موقع أوليمبيديا (الإنجليزية)